# FamilyMart

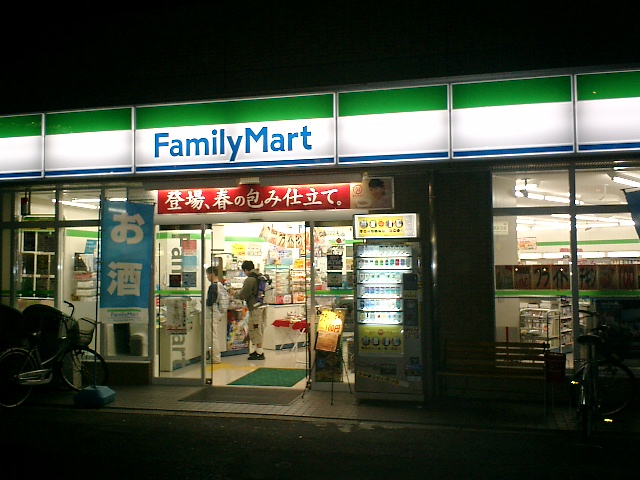
Ein Laden in Osaka

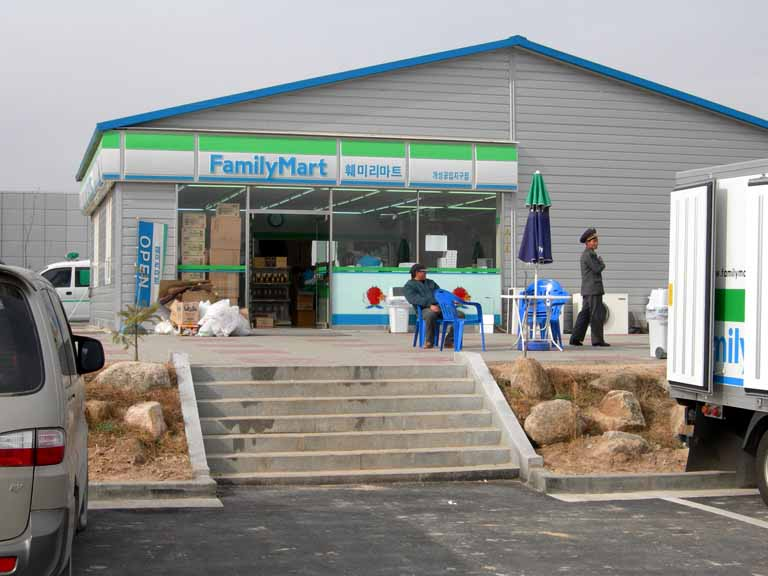
Eine Filiale in Kaesŏng (Nordkorea)

K.K. FamilyMart (jap. 株式会社ファミリーマート, Kabushiki kaisha Famirī Māto, engl. FamilyMart Co., Ltd.) ist eine japanische Handelskette.
FamilyMart ist nach 7-Eleven und Lawson Japans drittgrößter Convenience-Store-Betreiber. In Japan war FamilyMart Marktführer, jedoch musste das Unternehmen aus dem südkoreanischen Markt aussteigen. Seitdem wird die Kette als CU von BGF Retail weiter betrieben.
FamilyMart hat derzeit Franchise-Geschäfte in Malaysia, den Philippinen, Indonesien, Taiwan, China und Vietnam.

## Geschichte
Der erste FamilyMart wurde 1973 in Sayama, in der Präfektur Saitama, in Japan eröffnet.
Innerhalb weniger Jahre wuchs das Geschäft kontinuierlich und die Anzahl der Filialen stieg rasant. FamilyMart eröffnete so rund 500 Geschäfte alle drei Jahre. Im Jahre 1986 gab es schon 1000 Supermärkte in Japan. 1988 wurde der erste Laden in Taipei eröffnet.
Im Jahre 1990 eröffnete die erste Filiale in Seoul. FamilyMart kam 1990 über eine Franchise-Lizenzvereinbarung mit der Bokwang Group nach Südkorea. Ab 2012 wurden die ursprünglichen Filialen in CU umbenannt und separat von BGF Retail (damals ein Joint Venture zwischen FamilyMart und der Bokwang Group) betrieben. 2014 verkaufte FamilyMart seine Anteile an BGF Retail nach dem Börsengang und trennte sich im Zuge der Umbenennung von Südkorea, wo es über viele Jahre die größte Supermarktkette gewesen war.
In den darauf folgenden Jahren expandierte das Unternehmen stark. Im Jahr 2002 wurde das Unternehmen in Taiwan an die Börse gebracht. Im Jahr 2005 öffnete die erste Filiale in den Vereinigten Staaten. Die Filialen in den USA liefen unter dem Namen Famima!. Innerhalb weniger Jahre eröffnete das Unternehmen auch hier eine Vielzahl an (Test-)Filialen, schloss jedoch 2015 die Tochtergesellschaft Famima Corp. in den USA wieder und zog sich komplett aus dem amerikanischen Markt zurück. Bis Oktober 2015 wurden alle verbliebenen Filialen von Famima wieder geschlossen.
Im März 2010 übernahm FamilyMart die am/pm-Kette komplett mit 1107 Convenience Stores, die zum größten Teil bis Dezember 2011 in FamilyMart-Filialen umgewandelt wurden. 374 ehemalige am/pm-Filialen wurden geschlossen.
Im Oktober 2013 eröffnete FamilyMart die 10.000. Filiale in Japan.

## Weltweite Filialen
Im Januar 2018 gab es weltweit 24.243 Filialen, mit einem schnellen Wachstum in Asien außerhalb Japans. Damals gab es 17.409 Filialen in Japan, 3.165 Filialen in Taiwan, 2.177 Filialen in China, 1.138 Filialen in Thailand, 277 Filialen in Malaysia, 66 Filialen auf den Philippinen, 165 Filialen in Vietnam und 87 Filialen in Indonesien. FamilyMart hatte Filialen in allen Präfekturen Japans.
FamilyMart Co., Ltd. hat mehrere Tochtergesellschaften, die die Filialen in den einzelnen Ländern betreiben. FamilyMart ist derzeit in 7 Ländern vertreten.
Hier eine Übersicht:
- Japan: 8.834
- Südkorea: 6.910
- Taiwan: 2.809
- China: 813
- Vietnam: 18

Zusätzlich betreiben südkoreanische Franchisenehmer hauptsächlich für südkoreanische Besucher und Gastarbeiter Filialen in Bangladesch und Nordkorea.

## Thailand
FamilyMart eröffnete 1993 sein erstes Geschäft und wuchs innerhalb der nächsten Jahrzehnte auf über 1.000 Standorte an. Im Mai 2020 übertrug FamilyMart seinen 49-prozentigen Anteil am thailändischen Joint Venture an den Partner Central Group. Trotz des faktischen Ausstiegs von FamilyMart aus dem Joint Venture behielten sie ihre Lizenzrechte und die Filialen behielten den Firmennamen. Ihr Franchisevertrag mit Central endete jedoch 2023 und FamilyMart verließ Thailand. Seine noch rund 200 verbleibenden Filialen wurden in die Marke Tops Daily umgewandelt.

## Eigentümerstrukturen
Die Aktie des Unternehmens wird seit 1987 an der Tokioter Börse gehandelt.
| Anteil  | Anteilseigner                                  |
| ------- | ---------------------------------------------- |
| 30,65 % | Itōchū Shōji                                   |
| 4,28 %  | Japan Trustee Services Bank (Treuhandkonto)    |
| 3,00 %  | NTT DoCoMo                                     |
| 2,44 %  | Japan Trustee Services Bank (Treuhandkonto)    |
| 2,40 %  | The Master Trust Bank of Japan (Treuhandkonto) |
| 2,13 %  | Mizuho Bank                                    |
| 2,01 %  | Nippon Life Insurance Company                  |
| 1,71 %  | Deutsche Securities Inc.                       |
| 1,46 %  | Chase Manhattan Bank                           |
| 1,33 %  | Goldman Sachs                                  |
| 48,59 % | Streubesitz                                    |